# Megachile aurifera
Megachile aurifera är en biart som beskrevs av Cockerell 1935. Megachile aurifera ingår i släktet tapetserarbin, och familjen buksamlarbin. Inga underarter finns listade i Catalogue of Life.